# ويليام أغسطس هال
ويليام أغسطس هال (بالإنجليزية: William Augustus Hall) هو محامي وقاضي وسياسي أمريكي، ولد في 15 أكتوبر 1815 في بورتلاند في الولايات المتحدة، وتوفي في 15 ديسمبر 1888. حزبياً، نشط في الحزب الديمقراطي. وقد انتخب عضو مجلس النواب الأمريكي.